# Anna Maria De Luca
Anna Maria De Luca (Spezzano Albanese, 8 marzo 1955) è un'attrice e regista italiana.

## Biografia
Attrice, autrice e regista italiana, frequenta dal 1973 al 1975 la Scuola di Arte Drammatica "Gianni Diotaiuti".
Nel 1978 consegue il diploma di scenografia presso l'Accademia di belle arti.
Recita in numerose compagnie teatrali nazionali ed ha al suo attivo svariate partecipazioni a film e serie televisive.
Nel 1986 costituisce, con l'attore Pino Michienzi, la Compagnia Teatro del Carro, che si pone la finalità primaria della valorizzazione di autori di nascita o di adozione calabresi, attraverso la rappresentazione teatrale dei loro testi.

## Teatro
- Una serata con noi - Cabaret, regia di Lillo Zingaropoli
- Una serata con noi 2 - Cabaret, regia di Lillo Zingaropoli
- Spogliare i vestiti di Domenico Teti, regia di Lillo Zingaropoli (1975)
- Morte sulla croce di Pino Michienzi da Anonimo del 1700, regia di Pino Michienzi
- Quando nel sud gli eroi cantano, da Ignazio Buttitta e Achille Curcio, adattamento e regia di Pino Michienzi (1981)
- Canto nemico per Franco Costabile di Vittorio Sorrenti, regia di Pino Michienzi (1983)
- La casa di Bernarda Alba di Federico García Lorca
- Nozze di sangue di Federico García Lorca
- Come rapinare una banca di Samy Fayad
- Storie della storia del mondo di Laura Orvieto
- Kabarett di Pino Michienzi
- Corrado Alvaro 1915-1945... quasi una vita, di Silvano Spadaccino e Pino Michienzi, regia di Silvano Spadaccino (1986)
- Cicco ovvero ai piedi dell'arcobaleno, di Achille Curcio, Silvano Spadaccino e Pino Michienzi, regia di Pino Michienzi (1987)
- Donnamore - frammenti e brani di una condizione di Anna Maria De Luca, regia di Pino Michienzi (1988)
- Lectura Dantis, regia di Pino Michienzi (1988)
- Il pensiero di Leonid Andreev, regia di Enrico Maria Salerno (1989)
- In principio Dio, regia di Pino Michienzi
- Lunga notte di Medea di Corrado Alvaro, regia di Pino Michienzi
- Storie di donne comuni di Anna Maria De Luca, regia di Anna Maria De Luca
- Sei personaggi in cerca d'autore di Luigi Pirandello, regia di Franco Zeffirelli (1991), con Enrico Maria Salerno, Laura Andreini
- A me le zucchine mi piacciono... tr A f E late!, di Pino Michienzi e Anna Maria De Luca, regia di Pino Michienzi, Anna Maria De Luca nel ruolo della Moglie
- Questo lo discuteremo in separata... sedia!, Testo e regia di Anna Maria de Luca (1995)
- Tramonti di Renzo Badolisani, regia di Ennio Coltorti (1998)
- Il rinoceronte di Eugène Ionesco, regia di Glauco Mauri, Teatro Eliseo di Roma (1998), Anna Maria De Luca nel ruolo della Casalinga
- La signora omicidi di William Rose, regia di Giuseppe Cairelli (1999), Anna Maria De Luca nel ruolo di Amelia
- Processo e morte di Re Gioacchino Murat, testo e regia di Pino Michienzi (2001)
- Gregorio Mercurio ultimo fucilato calabrese, testo e regia di Pino Michienzi (2001)
- 'U Vizzarru, di Pino Michienzi, regia di Pino Michienzi (2002), Anna Maria De Luca nel ruolo della Baronessa Felicia De Santis
- Pitagora di Elio Pecora, regia di Pino Michienzi
- Tempo di donna, adattamenti e regia di Pino Michienzi, Politeama di Catanzaro (2004)
- Jesus, il sussurro dell'Angelo, adattamenti e regia di Pino Michienzi (2005)
- Malamura - Tragedia di un amore impossibile, (libero adattamento in dialetto calabrese) da “Fedra” di Racine e Seneca, regia di Pino Michienzi (2005), Anna Maria De Luca nel ruolo di Fedra
- Catanzaru Cuntu e Cantu, adattamenti e regia di Pino Michienzi (2007)
- Il Teatro di Corrado Alvaro, adattamenti e regia di Pino Michienzi (2007)
- Itinerari Alvariani, adattamenti e regia di Pino Michienzi (2007)
- Mamma mia chi stressssu!..., adattamenti e regia di Pino Michienzi (2007)
- Le Coefore, di Eschilo, a cura di Pino Michienzi, Anna Maria De Luca e Luca Maria Michienzi (2007)
- Antigone, da Sofocle regia di Luca Maria Michienzi, coordinamento e adattamento testo Pino Michienzi, scene e costumi di Anna Maria De Luca (2008)
- Setta, ottu, nove e decia, di Nino Gemelli, adattamento e regia di Pino Michienzi, Politeama di Catanzaro (2008)
- Donna de' Paradiso, adattamento e regia di Pino Michienzi (2008)

## Filmografia

### Cinema
- Un riccone ritorna alla terra, regia di Mario Foglietti (1999)
- Uno spicchio di buio, regia di Maurizio Paparazzo (1999)
- Dance for Life, regia di Francesco Mazza (2011)
- Non toccate questa casa, regia di Americo Melchionda (2017) - cortometraggio
- Oh mio Dio!, regia di Giorgio Amato (2017)
- Padrenostro, regia di Claudio Noce (2020)
- L'ultimo Paradiso, regia di Rocco Ricciardulli (2021)
- L'afide e la formica, regia di Mario Vitale (2021)
- Una femmina, regia di Francesco Costabile (2022)
- Il mio posto è qui, regia di Daniela Porto e Cristiano Bortone (2024)

### Televisione
- La piena di grazie, regia di Daniele Radano
- Notte di Natale, regia di Alessandro Giupponi
- U prisebbiu chi ssi mòtica, regia di Giulio Palange (1980)
- Rotoquindici rubrica, regia di Anna Rosa Macrì (1980)
- Il rubricone, regia di Giulio Palange (1981)
- Canto per la terra delle ginestre, regia di Anna Rosa Macrì (1982)
- Se una notte a monte Cocuzzo, regia di Luciano Capponi - film TV (1982)
- I ragazzi della 3ª C, regia di Claudio Risi - serie TV (1987-1989)
- Disperatamente Giulia, regia di Enrico Maria Salerno - miniserie TV (1989)
- Lui e lei 2 regia di Elisabetta Lodoli - serie TV (1999)
- Rosso di sera, regia di Claudio Carafoli - film TV (1999)
- Caro domani, regia di Mariantonia Avati - serie TV (1999)
- Compagni di scuola, registi vari - serie TV (2001)
- Casa famiglia, regia di Riccardo Donna - serie TV (2001)
- Ama il tuo nemico 2, regia di Damiano Damiani - serie TV (2001)
- Storia di guerra e d'amicizia, regia di Fabrizio Costa - miniserie TV (2002)
- Carabinieri, episodio Meglio sole, regia di Sergio Martino (2007)
- R.I.S. 4 - Delitti imperfetti, regia di Pier Belloni - serie TV, episodio 4x17 (2008)
- Artemisia Sanchez, regia di Ambrogio Lo Giudice - miniserie TV (2008)
- Squadra antimafia 6, regia di Kristoph Tassin e Samad Zarmandili - serie TV, episodio 6x01 (2014)
- Romanzo siciliano, regia di Lucio Pellegrini - miniserie TV (2014)
- Non uccidere 2 - serie TV, 4 episodi (2017)
- Trust - Il rapimento Getty, episodio Nel nome del padre (2018)
- Io ricordo, Piazza Fontana, regia di Francesco Miccichè - docufilm (2019)
- Imma Tataranni - Sostituto procuratore, regia di Francesco Amato - serie TV, 8 episodi (2019-in corso)
- ZeroZeroZero, regia di Janus Metz - serie TV, episodio 1x03 (2020)
- Tutto quello che ho, regia di Monica Vullo e Riccardo Mosca - miniserie TV (2025)